# موراي هيل (سياسي)
موراي هيل (بالإنجليزية: Charles Murray Hill)‏ هو بحار وسياسي أسترالي، ولد في 2 يوليو 1923 في أستراليا، وتوفي في 24 مارس 2003 في أستراليا. حزبياً، نشط في تحالف الليبرالية والريفي ( – 1974) وحزب أستراليا الليبرالي (فرع جنوب أستراليا) ‏ (1974 – ).

## مناصب
- انتخب Minister for the Arts ‏ (8 سبتمبر 1979 – 10 نوفمبر 1982).
- انتخب وزير الإسكان (18 سبتمبر 1979 – 10 نوفمبر 1982).
- انتخب Minister Assisting the Premier in Ethnic Affairs ‏ (18 سبتمبر 1979 – 10 نوفمبر 1982).
- انتخب Minister of Roads ‏ (17 أبريل 1968 – 1 يونيو 1970).
- انتخب Minister for Local Government ‏ (18 سبتمبر 1979 – 10 نوفمبر 1982).
- انتخب Minister for Local Government ‏ (17 أبريل 1968 – 1 يونيو 1970).
- انتخب وزير النقل (17 أبريل 1968 – 1 يونيو 1970).
- انتخب عضو مجلس جنوب أستراليا التشريعي وقد انضم خلال فترته النيابية (12 يوليو 1975 – 4 يوليو 1988)  للكتلة البرلمانية حزب أستراليا الليبرالي (فرع جنوب أستراليا) [الإنجليزية]‏.
- انتخب عضو مجلس جنوب أستراليا التشريعي عن دائرة Central District No. 2 (South Australian Legislative Council) [الإنجليزية]‏ وقد انضم خلال فترته النيابية (4 ديسمبر 1965 – 11 يوليو 1975)  للكتلة البرلمانية تحالف الليبرالية والريفي.